# Штучний інтелект і авторське право
У 2020-х роках стрімке зростання можливостей моделей генеративного штучного інтелекту на основі глибокого навчання, включаючи моделі перетворення тексту в зображення, такі як Stable Diffusion, і великі мовні моделі, такі як ChatGPT, поставило питання про те, як закон про авторське право застосовується до навчання та використання таких моделей. Оскільки існує обмежена судова практика, експерти вважають цю сферу невизначеною.
Найбільше питання стосується того, чи відбувається порушення, коли генеративний ШІ навчається чи використовується. Популярні моделі глибокого навчання, як правило, навчаються на дуже великих наборах даних медіафайлів, взятих з Інтернету, значна частина яких захищена авторським правом. Оскільки процес збирання навчальних даних передбачає виготовлення копій творів, захищених авторським правом, це може порушувати виключне право власника авторського права контролювати відтворення своєї роботи, якщо використання не охоплюється винятками відповідно до закону про авторське право певної юрисдикції. Крім того, використання вихідних даних моделі може бути порушенням авторських прав, і автора моделі можуть звинуватити у «сумісній відповідальності» за таке порушення. Станом на 2023 рік у США триває низка судових позовів, які оскаржують використання захищених авторським правом даних для навчання моделей штучного інтелекту, причому відповідачі стверджують, що це підпадає під категорію добросовісного використання.
Інша проблема полягає в тому, що в таких юрисдикціях, як США, вихідні дані, створені виключно машиною, не підлягають захисту авторських прав, оскільки більшість юрисдикцій захищають лише «оригінальні» твори, автором яких є людина. Однак деякі стверджують, що оператор штучного інтелекту може претендувати на авторське право, якщо він проявить достатню оригінальність у використанні моделі ШІ.

## Статус авторських прав на роботи, створені ШІ

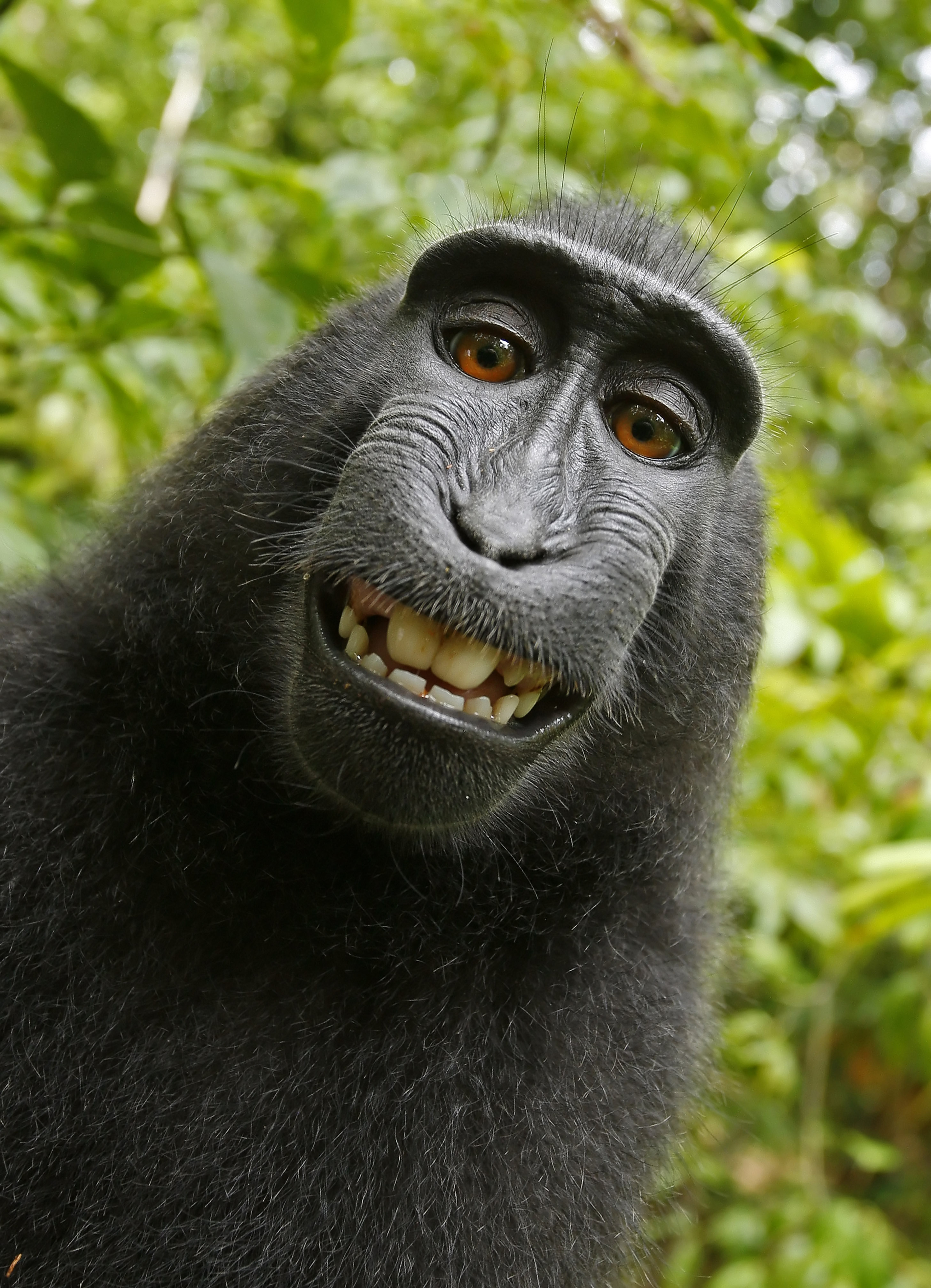
Бюро авторських прав Сполучених Штатів оголосило, що твори, створені не людиною, як-от цей «селфі» портрет, зроблений мавпою, не підлягають захисту авторським правом.

У більшості юрисдикцій авторське право поширюється лише на оригінальні авторські твори, створені людьми. У США Закон про авторське право захищає «оригінальні авторські твори». Бюро авторських прав США витлумачило це як обмеження творами, «створеними людиною», відмовляючись надавати авторські права на твори, створені виключно машиною.
Дехто припускає, що певні покоління ШІ можуть бути захищені авторським правом у США та подібних юрисдикціях, якщо можна довести, що людина, яка керувала програмою ШІ, проявила достатню оригінальність у виборі вхідних даних для ШІ або редагуванні результатів роботи ШІ. Прихильники цієї точки зору вважають, що модель штучного інтелекту можна розглядати лише як інструмент (на кшталт ручки або фотоапарата), який використовується людиною-оператором для вираження свого творчого бачення. Наприклад, вони стверджують, що якщо стандарт оригінальності може бути задоволений художником, який натискає кнопку затвора на фотоапараті, то, можливо, художники, які використовують генеративний ШІ, повинні користуватися такою ж повагою, особливо якщо вони проходять кілька раундів редагування, щоб удосконалити свої підказки для ШІ. Інші прихильники стверджують, що Відомство з авторських прав не дотримується технологічно нейтрального підходу до використання ШІ (або алгоритмічних) інструментів. Для інших видів творчості (музика, фотографія, письменство) перевірка фактично полягає в тому, чи є в них хоча б мінімальна частка людської творчості. Для творів, що використовують інструменти ШІ, Бюро авторських прав встановило інший критерій: чи є технологічна участь не більше, ніж de minimis.
Цю різницю в підходах можна побачити в нещодавньому рішенні щодо заявки на реєстрацію пана Джейсона Метью Аллена на його роботу «Theâtre D'Opera Spatial», створену за допомогою Midjourney (та інструменту масштабування), де Бюро авторських прав заявило, що:
Рада вважає, що твір містить більше, ніж de minimis, контенту, згенерованого штучним інтелектом («ШІ»), і тому від цього контенту необхідно відмовитися в заявці на реєстрацію. Оскільки пан Аллен не бажає відмовитися від матеріалів, згенерованих ШІ, твір не може бути зареєстрований у тому вигляді, в якому він був поданий.
Оскільки штучний інтелект дедалі ширше використовується для створення літератури, музики та інших видів мистецтва, Бюро авторських прав США випустило нове керівництво, в якому підкреслюється, чи є твори, включно з матеріалами, створеними штучним інтелектом, «механічним відтворенням» або ж вони є «проявом творчої концепції автора». У березні 2023 року Бюро авторських прав США опублікувало правило щодо низки питань, пов'язаних з використанням ШІ, де зазначено:
…оскільки Бюро отримує близько півмільйона заявок на реєстрацію щороку, воно бачить нові тенденції в реєстраційній діяльності, які можуть вимагати зміни або розширення інформації, що підлягає розкриттю в заявці.

 Однією з таких нещодавніх розробок є використання складних технологій штучного інтелекту (ШІ), здатних створювати виразний матеріал. Ці технології "тренуються" на величезній кількості вже існуючих творів, написаних людьми, і використовують висновки з цього навчання для створення нового контенту. Деякі системи працюють у відповідь на текстові інструкції користувача, які називаються «підказками».

 Результат може бути текстовим, візуальним або звуковим, і визначається ШІ на основі його дизайну та матеріалу, на якому він був навчений. Ці технології, які часто називають "генеративним ШІ", ставлять питання про те, чи охороняється матеріал, який вони створюють, авторським правом, чи можна реєструвати твори, що складаються з матеріалів, створених як людиною, так і ШІ, і яку інформацію повинні надавати до Бюро заявники, які бажають їх зареєструвати.
У деяких юрисдикціях існують чіткі законодавчі формулювання, що стосуються творів, створених за допомогою комп'ютера, зокрема, у Законі Великої Британії про авторське право, промислові зразки і патенти від 1988 року (Copyright, Designs and Patents Act 1988), де зазначено, що:
У випадку літературного, драматичного, музичного або художнього твору, створеного за допомогою комп'ютера, автором вважається особа, яка вжила заходів, необхідних для створення твору. 
Однак закон про комп'ютерні твори за законодавством Великої Британії стосується автономних творів, створених комп'ютерними програмами. Особи, які використовують інструменти ШІ, зазвичай є авторами творів за умови, що вони відповідають мінімальним вимогам до творів, що охороняються авторським правом. Мова, що використовується для творів, створених за допомогою комп'ютера, пов'язана з можливістю програмістів-людей мати авторське право на автономне створення інструментів ШІ (тобто там, де відсутня безпосередня участь людини):
Оскільки кожен складений кадр є твором, створеним за допомогою комп'ютера, то заходи, необхідні для створення твору, були здійснені паном Джонсом, оскільки він розробив зовнішній вигляд різних елементів гри, а також правила і логіку, за якими генерується кожен кадр, і він написав відповідну комп'ютерну програму. За цих обставин я вважаю, що пан Джонс є особою, яка здійснила заходи, необхідні для створення творів, і, отже, вважається автором відповідно до статті 9(3).
Існує велика кількість поглядів на використання ШІ та його впливу на авторське право. Уряд Великої Британії провів консультації щодо використання генеративних інструментів і ШІ у сфері інтелектуальної власності, в результаті яких було запропоновано спеціальний практичний кодекс: "надати рекомендації, які допоможуть фірмам, що займаються розробкою ШІ, отримати доступ до захищених авторським правом творів як вхідних даних для своїх моделей, забезпечуючи при цьому захист створених результатів для підтримки правовласників захищених авторським правом творів". Нещодавно Бюро авторських прав США опублікувало повідомлення про запит і прохання про надання коментарів після прийняття Посібника з реєстрації 2023 року.
Як зазначає юрист і творець ШІ-арту, виклик для регуляторів інтелектуальної власності, законодавців і судів полягає в тому, як захистити людську творчість технологічно нейтральним способом, враховуючи ризики автоматизованих ШІ-фабрик. Інструменти штучного інтелекту здатні автономно створювати різноманітні матеріали, які потенційно можуть бути об'єктами авторського права (музика, блоги, поезія, зображення і технічні документи) або інших прав інтелектуальної власності (наприклад, патенти і права на дизайн). Це є безпрецедентним викликом для існуючих режимів інтелектуальної власності.

## Навчання на захищених авторським правом даних
Популярні моделі глибокого навчання, як правило, навчаються на дуже великих наборах даних медіа (наприклад, загальнодоступних зображень і текстів веб-сторінок), витягнутих з Інтернету, значна частина яких захищена авторським правом. (Станом на 2023 рік альтернативні підходи з відкритим кодом, такі як «The Stack» від Hugging Face, зустрічаються рідко). Оскільки збір цих навчальних наборів даних передбачає створення копій творів, захищених авторським правом, виникло питання, чи не порушує цей процес виключне право власників авторських прав на відтворення їхніх творів. Розробники машинного навчання в США традиційно вважали, що це допустимо в рамках сумлінного використання, оскільки використання творів, захищених авторським правом, має трансформаційний характер і є обмеженим. Ситуацію порівнювали зі скануванням Google Books книг, захищених авторським правом, у справі Authors Guild, Inc. проти Google, яка в кінцевому підсумку була визнана добросовісним використанням, оскільки відсканований контент не був загальнодоступним, а використання було невиразним.
Станом на 2023 рік у США було кілька судових позовів, які оскаржували це, стверджуючи, що навчання моделей машинного навчання порушує авторські права авторів творів, що містяться в навчальних даних. Тімоті Б. Лі в Ars Technica стверджує, що якщо позивачі досягнуть успіху, це може змінити баланс сил на користь великих корпорацій, таких як Google, Microsoft і Meta, які можуть дозволити собі ліцензувати великі обсяги навчальних даних у власників авторських прав і використовувати власні набори даних, створених користувачами. Брайан Кейсі та Марк Лемлі стверджують у Texas Law Review, що набори даних настільки великі, що «немає жодного правдоподібного варіанту просто ліцензувати всі (дані)… Дозвіл (будь-якого генеративного навчання) авторських прав рівнозначний тому, що власники авторських прав не отримають грошей, а їх використання взагалі не буде дозволено». Інші науковці не погоджуються, деякі прогнозують схожий результат із процедурами ліцензування музики в США.
Ряд юрисдикцій прямо включили винятки, що дозволяють «інтелектуальний аналіз текстів і даних» (TDM), у свої закони про авторське право, зокрема Велика Британія, Німеччина, Японія та ЄС. На відміну від ЄС, Велика Британія забороняє інтелектуальний аналіз даних у комерційних цілях, але запропонувала змінити цю заборону для підтримки розвитку ШІ: «Для інтелектуального аналізу текстів і даних ми плануємо запровадити новий виняток щодо авторських прав і баз даних, який дозволяє TDM з будь-якою метою. Правовласники, як і раніше, матимуть гарантії захисту свого контенту, включаючи вимогу законного доступу». Починаючи з червня 2023 року, пункт у проекті закону ЄС про ШІ вимагатиме від генеративного ШІ «надавати резюме захищеного авторським правом матеріалу, який використовувався для навчання їхніх систем».

## Зразки ШІ, що порушують авторські права

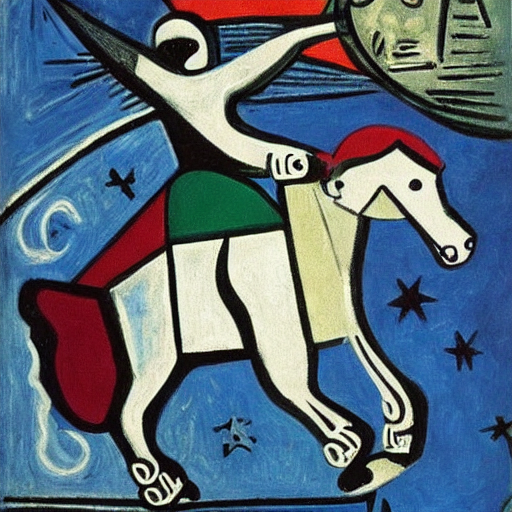
Зображення, створене Stable Diffusion за допомогою підказки «астронавт верхи на коні, художник Пікассо». Генеративні моделі іміджу вправно імітують візуальний стиль певних художників у своєму навчальному наборі.

У деяких випадках моделі глибокого навчання можуть «запам'ятовувати» деталі певних елементів свого навчального набору і відтворювати їх під час генерації, що може вважатися порушенням авторських прав. Розробники ШІ зазвичай вважають таку поведінку небажаною (оскільки вона є формою надмірного перенавчання), і існують розбіжності щодо того, наскільки вона поширена в сучасних системах. OpenAI стверджує, що «добре побудовані системи ШІ, як правило, не регенерують у своїй навчальній базі незмінені дані з будь-якої конкретної роботи в будь-якій нетривіальній частині». За законодавством США, щоб довести, що результат роботи ШІ порушує авторське право, позивач повинен довести, що захищений авторським правом твір був «фактично скопійований», тобто що ШІ генерує результат, який «суттєво схожий» на їхній твір, і що ШІ мав доступ до їхнього твору.
Оскільки вигадані персонажі користуються певним захистом авторських прав у США та інших юрисдикціях, ШІ також може створювати контент, що порушує авторські права, у формі романів, які включають вигаданих персонажів.
Під час навчання статистичного моделювання даних, на яких вони навчаються, глибокі генеративні моделі ШІ можуть навчитися імітувати особливий стиль конкретних авторів у навчальній вибірці. Наприклад, генеративна модель зображень, така як Stable Diffusion, здатна моделювати стилістичні характеристики такого художника, як Пабло Пікассо (включаючи його особливі мазки пензля, використання кольору, перспективу тощо), і користувач може створити підказку на кшталт «астронавт на коні, Пікассо», щоб змусити модель згенерувати нове зображення, застосовуючи стиль художника до довільного об'єкта. Однак загальний стиль художника, як правило, не підлягає захисту авторським правом.

## Судові процеси
- У листопаді 2022 року було подано колективний позов проти Microsoft, GitHub і OpenAI в якому стверджувалося, що GitHub Copilot, інструмент редагування коду на базі штучного інтелекту, навчений на публічних репозиторіях GitHub, порушив авторські права авторів репозиторіїв, зазначивши, що інструмент може генерувати вихідний код, який дослівно збігається з його навчальними даними, без зазначення авторства.[16]
- У січні 2023 року три художниці — Сара Андерсен, Келлі Маккернан і Карла Ортіс — подали колективний позов про порушення авторського права проти Stability AI, Midjourney і DeviantArt, стверджуючи, що ці компанії порушили права мільйонів художників, навчаючи інструменти штучного інтелекту на п'яти мільярдах зображень, витягнутих з Інтернету без згоди авторів.[17] Позов позивачів був розкритикований за технічні неточності, такі як некоректне твердження, що «навчена дифузійна модель може створити копію будь-якого з навчальних зображень», і опис Stable Diffusion як «просто складного інструменту для створення колажів».[18] Окрім порушення авторських прав, позивачі стверджують про незаконну конкуренцію та порушення їхнього права на публічність у зв'язку зі здатністю ШІ-інструментів масово створювати роботи у стилі позивачів.[18] У липні 2023 року окружний суддя США Вільям Оррік схилився до того, щоб відхилити більшу частину позову, поданого Андерсен, МакКернан і Ортіс, але дозволив їм подати нову скаргу.[19]
- У січні 2023 року компанія Getty Images подала до суду на Stability AI у Лондоні за використання її зображень у своїх навчальних даних без придбання ліцензії.[20][21]
- У лютому 2023 року Getty подала ще один позов проти Stability AI до окружного суду США в штаті Делавер. У позові знову йдеться про порушення авторських прав через використання зображень Getty у навчанні Stable Diffusion, а також стверджується, що модель порушує права на торговельну марку Getty, генеруючи зображення з водяним знаком Getty.[22]
- У липні 2023 року автори Пол Тремблей і Мона Авад подали спільний позов до федерального суду Сан-Франциско проти OpenAI, стверджуючи, що ChatGPT, мовна модель OpenAI, використовувала їхні захищені авторським правом книги без дозволу. Точні анотації їхніх творів у ChatGPT свідчать про несанкціоноване використання контенту. Цей позов висвітлює боротьбу між власниками авторських прав і компаніями, що займаються розробкою ШІ, і потенційно може призвести до дискусій про правила авторського права та розкриття джерел даних.[23][24]